# Georges Bardawil
Georges Bardawil, né le 7 janvier 1934 à Marseille et mort le 18 février 2019 à Bastia, est un romancier, essayiste, biographe, journaliste, scénariste et réalisateur français.

## Biographie
Résultat d'un pari, il publie dans la Série noire Aimez-vous les femmes ? (1961), un roman policier qui obtient un gros succès et est adapté sous le même titre au cinéma en 1964 par Jean Léon, sur un scénario de Roman Polanski et Gérard Brach.
Devenu scénariste, il signe les scénarios de trois films dans les années 1960. En parallèle, il amorce une carrière de journaliste à Paris Match, puis devient l'un des fondateurs en 1967 du magazine Photo. Il s'intéresse ensuite au milieu de la restauration et ouvre dans le 1er arrondissement de Paris le restaurant L'Atelier de Maître Albert, puis La Photogalerie, à la fois restaurant et galerie de photos, avant de fonder L’Écluse à Paris, le premier bar à vin de Bordeaux, qui devient une chaîne du même nom.
Après la publication d'une biographie de la communiste française Inès Armand en 1993, il passe derrière la caméra et réalise en Russie le film Confidences à un inconnu (Ispoved neznakomtsu) en 1995, avec Sandrine Bonnaire, William Hurt et Jerzy Radziwilowicz. En 2007, il publie Une promesse de vin, un livre-reportage illustré de photographies d’Isabelle Rozenbaum.

## Œuvres

### Romans
- Aimez-vous les femmes ?, Paris, Gallimard, Série noire no 641, 1961 ; réédition, Paris, Gallimard, La Poche noire no 23, 1967 ; réédition, Paris, Gallimard, Carré noir no 260, 1977

### Autres publications
- Au clair de terre : l'Europe des satellites, hommes et techniques, Bruxelles, Éditions Arcade, 1972
- Inès Armand : biographie, Paris, J.-C. Lattès, 1993
- Une promesse de vin : des terroirs et des hommes, Genève, Minerva, 2007

### Filmographie

#### En tant que scénariste
- 1965 : Par un beau matin d'été, film français réalisé par Jacques Deray, adaptation du roman One Bright Summer Morning de James Hadley Chase, avec Jean-Paul Belmondo
- 1966 : Avec la peau des autres, film français réalisé par Jacques Deray, avec Lino Ventura
- 1966 : Carré de dames pour un as, film français réalisé par Jacques Poitrenaud, adaptation du roman d'espionnage Carré de dames pour Layton de Michael Loggan, avec Sylva Koscina

#### En tant que réalisateur et scénariste
- 1995 : Confidences à un inconnu (Ispoved neznakomtsu), film franco-italo-russe réalisé par Georges Bardawil, d'après un récit de Valéri Brioussov, avec Sandrine Bonnaire, William Hurt et Jerzy Radziwilowicz

#### Adaptation
- 1964 : Aimez-vous les femmes ?, film français réalisé par Jean Léon, d'après le roman éponyme de Bardawil sur un scénario de Roman Polanski, dialogues de Gérard Brach, avec Sophie Daumier, Guy Bedos, Grégoire Aslan et Edwige Feuillère

## Sources
- Claude Mesplède et Jean-Jacques Schleret, SN, voyage au bout de la Noire : inventaire de 732 auteurs et de leurs œuvres publiés en séries Noire et Blème : suivi d'une filmographie complète, Paris, Futuropolis, 1982, 476 p. (OCLC 11972030), p. 26.